# František Filip z Lambergu
František Filip hrabě z Lambergu (německy Franz Philipp Graf von Lamberg; 30. listopadu 1791 Mór – 28. září 1848 Budapešť, zavražděn) byl rakouský generál. V armádě sloužil od napoleonských válek, později působil jako dlouholetý velitel v Prešpurku a v roce 1843 byl povýšen do hodnosti polního podmaršála. V revolučním roce 1848 byl vyslán do Uher jako mimořádný komisař s rozsáhlými pravomocemi. Hned po příjezdu do Budapešti byl rozvášněným davem lynčován a brutálně zavražděn.

## Životopis

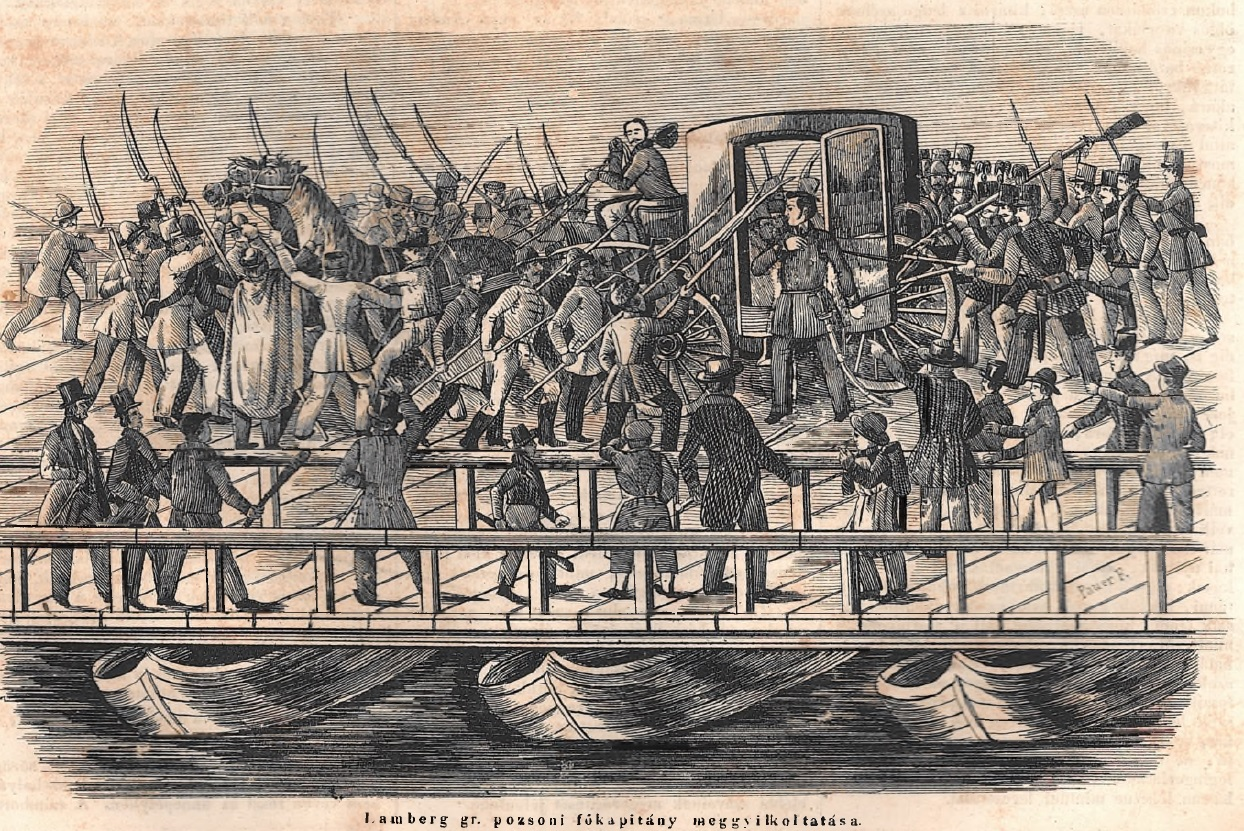
Vražedný útok na generála Lamberga v Budapešti

Pocházel ze staré šlechtické rodiny Lambergů, patřil k linii, která v 18. století získala majetek v Uhrách. Narodil se jako nejstarší syn hraběte Filipa Josefa Lamberga (1748–1807) a jeho manželky Marie Barbory, rozené Luzsénské (1771–1843). Po otci zdědil panství se zámkem Mór (spolu s mladším bratrem Rudolfem), dále byl majitelem kmenového rodového panství Ottenstein v Dolním Rakousku. Od roku 1810 sloužil v rakouské armádě, zúčastnil se napoleonských válek a rychle postupoval v hodnostech (nadporučík 1813, rytmistr 1814). V letech 1814–1818 pobýval ve Francii se spojeneckou okupační armádou, později sloužil u různých vojenských posádek v Rakouském císařství, mimo jiné ve Štýrském Hradci. V roce 1834 byl povýšen na generálmajora a delší dobu setrval v Prešpurku, kde byl až do roku 1848 velitelem divize. V roce 1843 dosáhl hodnosti polního podmaršála. Byl též c. k. komořím a díky vlastnictví statků v Uhrách byl členem Sněmovny magnátů.
Díky znalosti maďarských poměrů byl během revoluce v Uhrách 25. září 1848 vyslán do Budapešti, kde měl převzít vrchní velení i správu úřadu palatina. Uherští povstalci však toto jmenování neuznali a po vstupu do města byl Lamberg brutálně zavražděn na mostě přes Dunaj mezi Budínem a Peští.

## Rodina

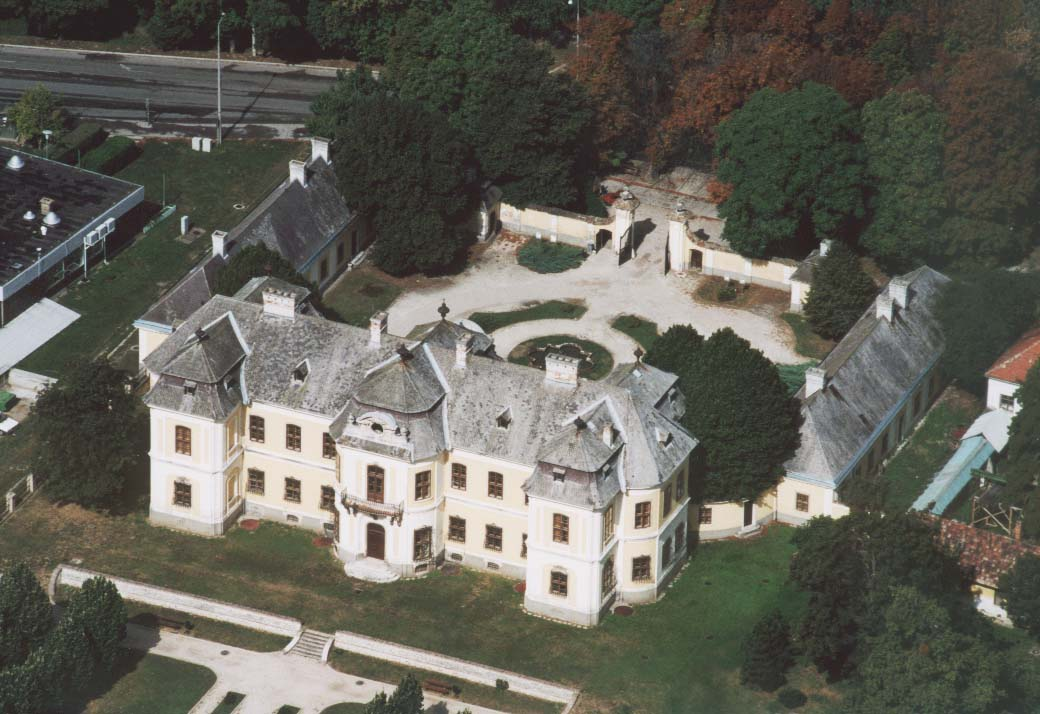
Zámek Mór v Uhrách, rodiště a sídlo hraběte Františka Filipa Lamberga

V roce 1828 se oženil s hraběnkou Karolínou Hoyosovou (1811–1875), dcerou generála a císařského nejvyššího lovčího Jana Arnošta Hoyose. Karolína se později stala dámou Řádu hvězdového kříže a c. k. palácovou dámou. Z jejich manželství pocházelo sedm dětí.
- 1. Ernestina (1829–1874), c. k. palácová dáma, dáma Řádu hvězdového kříže, ∞ Antal hrabě Szécsen z Temerinu (1819-1896), c. k. tajný rada, komoří, nejvyšší maršálek císařského dvora, rakouský ministr bez portfeje, dědičný člen Sněmovny magnátů, rytíř Řádu zlatého rouna
- 2. Karolína (1830–1883), c. k. palácová dáma, dáma Řádu hvězdového kříže, ∞ 1860 Alfons hrabě Wimpffen (1828–1866), c. k. plukovník, padl v bitvě u Náchoda
- 3. František Emerich (1832–1901), c. k. tajný rada, komoří, doživotní člen rakouské Panské sněmovny, ∞ 1861 Anna Marie hraběnka z Lambergu (1837–1897)
- 4. Marie (1833–1876), c. k. palácová dáma, dáma Řádu hvězdového kříže, ∞ 1862 Alfons Bedřich hrabě Mensdorff-Pouilly (1810–1894), c. k. tajný rada, komoří, dědičný člen rakouské panské sněmovny, poslanec moravského zemského sněmu, starosta v Boskovicích
- 5. Terezie (1836–1913), c. k. palácová dáma, ∞ 1862 František Ludvík hrabě z Meranu (1839–1891), c.k. tajný rada, dědičný člen rakouské panské sněmovny, morganatický syn arcivévody Jana
- 6. Filip Karel (1838–1874), c. k. komoří, major, ∞ 1869 Marie svobodná paní von Wenckheim (1848–1900)
- 7. Jindřich (1841–1929), c. k. generál jezdectva, tajný rada, komoří, doživotní člen rakouské panské sněmovny, ∞ 1883 Eleonora princezna ze Schwarzenbergu (1858–1938), c. k. palácová dáma, dáma Řádu hvězdového kříže